# Пік Панчича
Пік Панчича (серб. Панчићев врх, Pančićev vrh) — найвища точка гірського масиву Копаонік. Пік розташовано на границі між Сербією та Косово. Поруч з радіовежею нагорі піку розташовано меморіал Йосифу Панчичу. Висота піку сягає 2017 м, на нього можна легко зійти з туристичного комплексу Конаці пішки. Сербська частина піку Панчича та масиву Копаонік є частиною національного парку Копаонік.
Цей гірський пік раніше називався Пік Мілана (серб. Миланов врх, Milanov vrh) на честь першого короля сучасної Сербії, Мілана Обреновича. 7 липня 1951 його було перейменовано на честь сербського ботаніка Йосифа Панчича, якого поховано на вершині в невеликому мавзолеї пошкодженому під-час бомбардування Югославії силами НАТО 1999 року.